# Marockos Grand Prix 1958

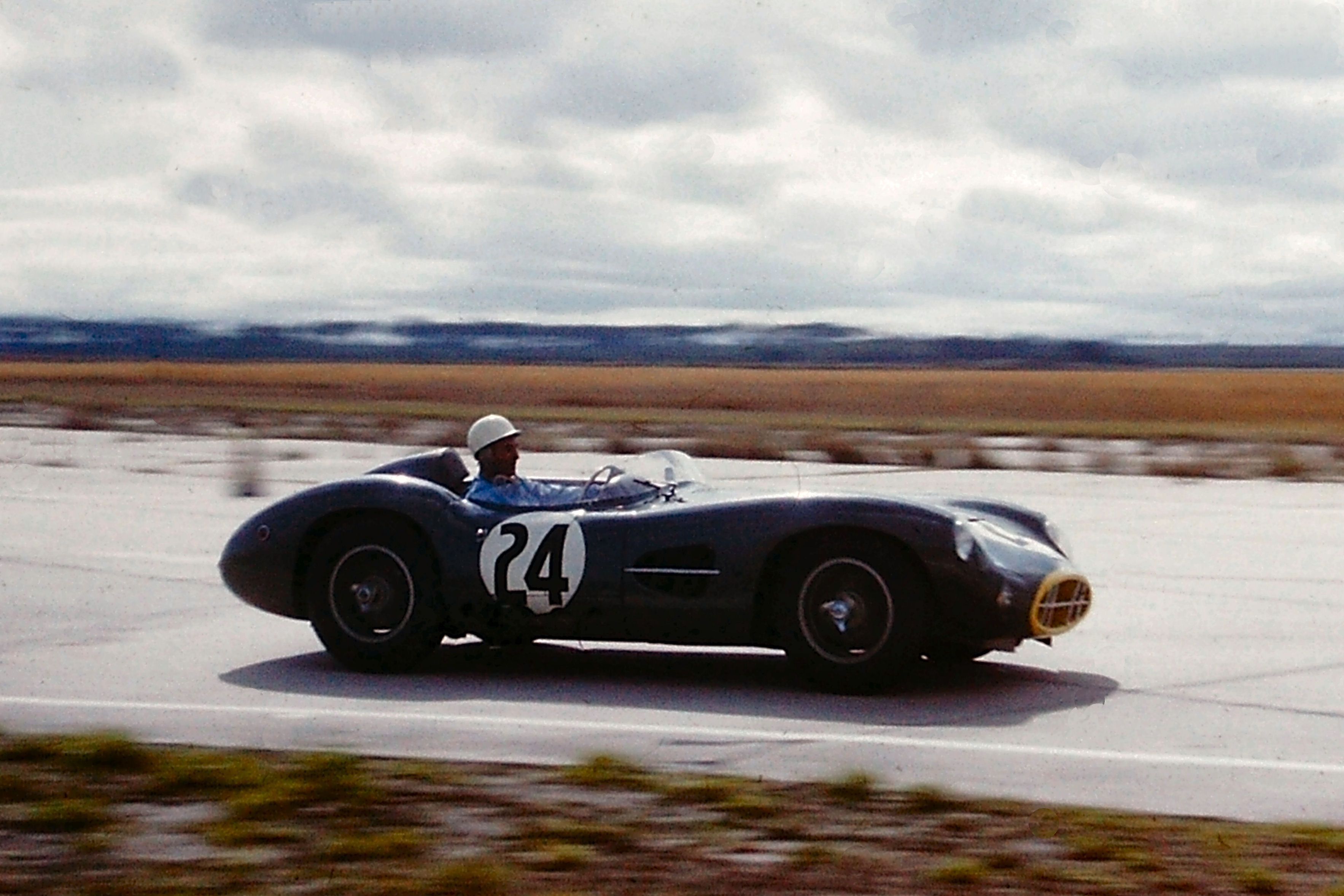
Stirling Moss vann tävlingen. Här på en bild från 1958, sittande i en Aston Martin DBR1.

Marockos Grand Prix 1958 var det sista av elva lopp ingående i formel 1-VM 1958. Detta är det enda F1-loppet som körts i Marocko. 

## Resultat
1. Stirling Moss, Vanwall, 8+1 poäng
2. Mike Hawthorn, Ferrari, 6
3. Phil Hill, Ferrari, 4
4. Joakim Bonnier, BRM, 3
5. Harry Schell, BRM, 2
6. Masten Gregory, Temple Buell (Maserati)
7. Roy Salvadori, Cooper-Climax
8. Jack Fairman, Cooper-Climax
9. Hans Herrmann, Jo Bonnier (Maserati)
10. Cliff Allison, Lotus-Climax
11. Jack Brabham, Cooper-Climax F2
12. Gerino Gerini, Scuderia Centro Sud (Maserati)
13. Bruce McLaren, Cooper-Climax F2
14. Robert La Caze, Robert La Caze (Cooper-Climax F2)
15. André Guelfi, André Guelfi (Cooper-Climax F2)
16. Graham Hill, Lotus-Climax

### Förare som bröt loppet
- Stuart Lewis-Evans, Vanwall (varv 41, motor)
- François Picard, R R C Walker (Cooper-Climax F2) (31, olycka)
- Tom Bridger, BRP (Cooper-Climax F2) (30, olycka)
- Olivier Gendebien, Ferrari (29, olycka)
- Tony Brooks, Vanwall (29, motor)
- Jean Behra, BRM (26, motor)
- Ron Flockhart, BRM (15, motor)
- Wolfgang Seidel, Scuderia Centro Sud (Maserati) (15, olycka)
- Maurice Trintignant, R R C Walker (Cooper-Climax) (9, motor)